# Milton Scarón
Milton Antonio Scarón Falero, (nacido el 22 de agosto de 1936 en Montevideo, Uruguay) es un exjugador de baloncesto uruguayo. Fue medalla de bronce con Uruguay en los Juegos Olímpicos de Melbourne 1956.